# Shapereader

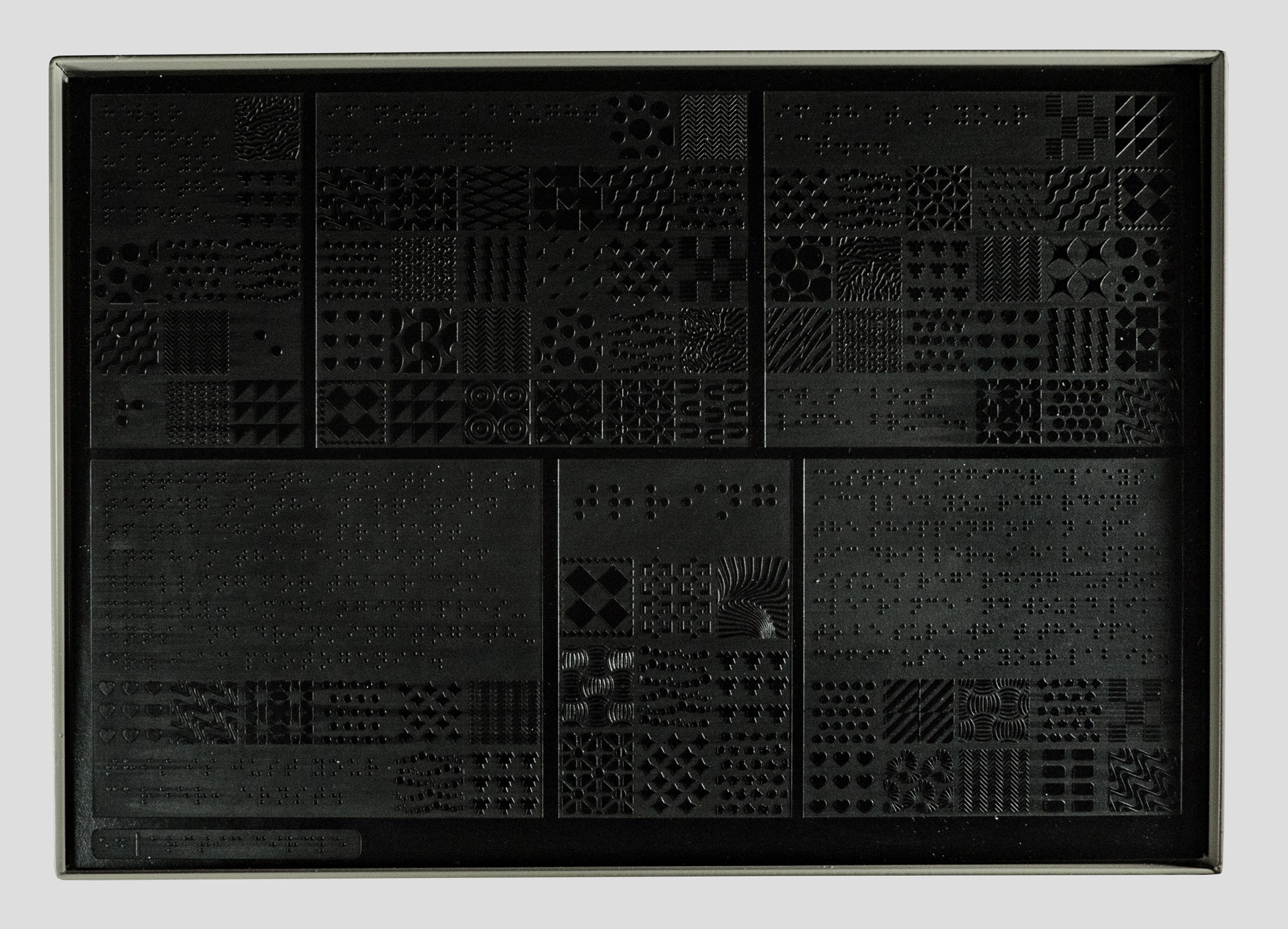
Arctic Circle, page 54 (Shapereader)

Shapereader est un dispositif narratif tactile, mis au point et développé par l'artiste Ilan Manouach. Il est fondé sur un répertoire d'idéogrammes tactiles qui fut initialement mis au point à destination de lecteurs et d'auteurs de bande dessinée non ou mal-voyants. Différentes versions de Shapereader ont été présentées et commentées internationalement, sous forme d'expositions, de performances, d'interventions ou d'ateliers, dans des centres d'art contemporain et des musées (MUSAC, Castilla; Binyamin Gallery, Tel Aviv ; School of the Chicago Art Institute) ou des foires du livre (Shapereader a été sélectionné pour représenter la Belgique lors de la foire du livre de Francfort, en 2019).
Shapereader a reçu le soutien d'organisation de défense des droits des moins valides (Swiss Handicap, NFB, Iiris Library) et d'universités (Disabilities Studies, université de Washington).